# Martial Frenzel
Martial Frenzel (* 12. August 1985 in Zweibrücken) ist ein deutscher Jazzmusiker (Schlagzeug).

## Leben und Wirken
Frenzels Mutter stammt aus der Champagne, der Vater aus St. Ingbert. Aufgewachsen ist er bei Blieskastel, wo er mit 15 Jahren Erfahrungen in einer Band sammelte. Später hatte er Unterricht beim lothringischen Studio-Rockdrummer Alain Nau. Er studierte zunächst kurzzeitig an der Saar-Universität Interkulturelle Kommunikation, schließlich ab 2008 Jazz- und Populärmusik an der Hochschule für Musik Saar , wo er von Oliver Strauch unterrichtet wurde; er spielte in verschiedenen Ensembles, geleitet von Stefan Scheib, Christof Thewes, Claas Willeke, Georg Ruby und Wollie Kaiser. Er wurde Teil der Saarbrücker Jazz-Szene und spielte mit Johannes Schmitz und Lukas Reidenbach im Jazzrock-Trio UHL (Discoboys, 2011). Seitdem arbeitet Frenzel u. a. mit Christof Thewes (sowohl in dessen Quartett als auch in der Bigband), außerdem mit Thewes in den Formationen Hydropuls (mit Hartmut Oßwald, Johannes Schmitz, Tom Lengert), Phase IV (mit Dirk-Peter Kölsch, Hartmut Oßwald, Jan Oestreich, Jörg Aatz, Martin Schmidt, Sabine Noß), Quartetto Pazzo (mit Rudi Mahall) Frenzel lebt inzwischen in Berlin.

## Diskographische Hinweise
- Phase IV: South West. 21 Songs (gligg records 2015)
- Hydropuls: Pump Up the Jazz (2018)
- Phase Vier: Silvertowers 1 (2021)
- Christof Thewes Quartet: SurRealBook G (2021)
- Quartette Pazzo: 2 + 3 = 4 (2023)